# Gerlesborg
Gerlesborg är en ort i Tanums kommun i Bohuslän. Gerlesborg ligger vid Bottnafjordens inre, öster om Bovallstrand som också ligger i Bottnafjorden, söder om Hamburgsund i sydvästra hörnet av Tanums kommun. Ursprungligen är den orten ett fiskeläge och en handelsplats där den ursprungliga gården är belägen i Bottna socken medan hamnen och bebyggelsen ligger i Svenneby socken. SCB har för bebyggelsen utmed vattnet och väster om gården avgränsat en småort namnsatt till Sponslätt och Saltebro.
I Gerlesborg finns Gerlesborgsskolan och flera svenska konstnärer vistas här såsom Inger Wihl, Margareta Blomberg, Arne Isacsson och Lasse Andréasson.

## Historia

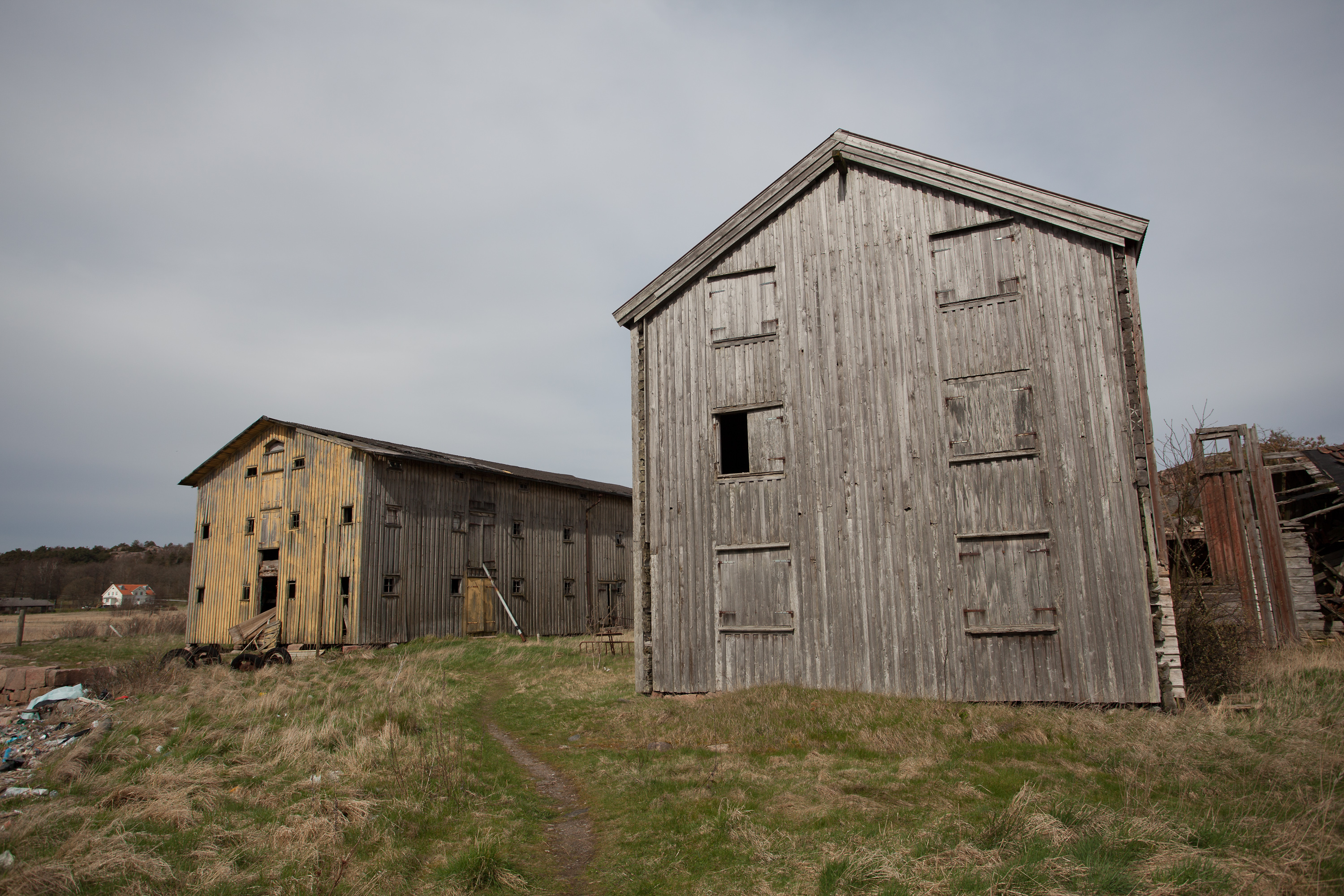
Ekonomibyggnader(magasin) på Gerlesborgs gård

I början av 1800-talet började västsvenska bönder odla spannmål för export till England. I Tanum och Kville socknar odlades bland annat havre, som skeppades ut via kustsamhällena. Spannmålshandlaren Anders Gerle från Hisingen köpte år 1823 Råholmen vid Bottnafjorden, som bas för sin handel i norra Bohuslän. I början av 1830-talet flyttas en mangårdsbyggnad från Hjuvik på Hisingen till Råholmen. Det hade dock förekommit verksamhet i Gerlesborg redan på slutet av 1700-talet. På en karta från 1781 över Bottna hamn framgår att ett flertal hemman redan då hade rätt till stranden . Den första magasinsbyggnaden uppförs år 1838. Det andra står klart 1883. Under protester från prästen i Bottna socken bytte Gerle namnet på gården från Råholmen till Gerlesborg. Gerlesborgs gård blev en av förebilderna i Emelie Flygare-Carléns roman Ett köpmanshus i skärgården. Spannmålshandeln upphörde 1951, men mangårdsbyggnad och två avlånga magasin står ännu kvar söder om konstskolan. Magasinen håller på att förfalla helt. Intill finns en hamn byggd av kraftiga granitblock. Sotenbåten som gick i Sotekanalen till Bovallstrand), brukade lägga till i Gerlesborg innan båten vände, hämtade passagerare i Bovall för returfärd genom Sotekanalen.
Från Gerlesborg skeppades även produkter från stenindustrin i trakten.
År 1969 drabbades gården av en storm som raserade en av ekonomibyggnaderna på gården. I raset omkom en person och ytterligare en skadades allvarligt.